# Cantonul Fleurance
Cantonul Fleurance este un canton din arondismentul Condom, departamentul Gers, regiunea Midi-Pyrénées, Franța.

## Comune
| Comune                | Populație (1999) | Cod poștal | Cod INSEE |
| --------------------- | ---------------- | ---------- | --------- |
| Brugnens              | 250              | 32500      | 32066     |
| Castelnau-d'Arbieu    | 187              | 32500      | 32078     |
| Céran                 | 149              | 32500      | 32101     |
| Cézan                 | 150              | 32410      | 32102     |
| Fleurance             | 6 273            | 32500      | 32132     |
| Gavarret-sur-Aulouste | 129              | 32390      | 32142     |
| Goutz                 | 163              | 32500      | 32150     |
| Lalanne               | 91               | 32500      | 32184     |
| Lamothe-Goas          | 64               | 32500      | 32188     |
| Miramont-Latour       | 136              | 32390      | 32255     |
| Montestruc-sur-Gers   | 597              | 32390      | 32286     |
| Pauilhac              | 477              | 32500      | 32306     |
| Pis                   | 80               | 32500      | 32318     |
| Préchac               | 153              | 32390      | 32329     |
| Puységur              | 80               | 32390      | 32337     |
| Réjaumont             | 175              | 32390      | 32341     |
| Sainte-Radegonde      | 170              | 32500      | 32405     |
| La Sauvetat           | 335              | 32500      | 32417     |
| Taybosc               | 56               | 32120      | 32441     |
| Urdens                | 181              | 32500      | 32457     |